# Cimetière de Neuilly (Yonne)
Le cimetière de Neuilly est un cimetière situé à Neuilly, en France.

## Localisation
Le cimetière est situé dans le département français de l'Yonne, dans la commune de Neuilly.

## Description
La croix de cimetière date du XVe siècle.

## Historique
L'édifice est classé au titre des monuments historiques en 1924.